# 오스카르 로메로 비야마요르
오스카르 다비드 로메로 비야마요르(스페인어: Óscar David Romero Villamayor, 1992년 7월 4일 ~ )는 파라과이의 축구 선수이다. 포지션은 공격형 미드필더이며 현재 아르헨티나 프리메라 디비시온의 보카 주니어스 소속이다. 그의 쌍둥이 동생인 앙헬 로메로 역시 축구 선수로 활동하고 있다.

## 클럽 경력
14세의 나이에 세로 포르테뇨의 유스팀에 입단했다. 2011년 5월 15일에 파라과이 프리메라 디비시온 데뷔전을 치렀다. 2012년 12월 1일 스포르티보 루케뇨와의 경기에서 프로 데뷔골을 기록했다. 2013시즌에는 더 많은 기회를 얻었으며, 팀에 새롭게 부임한 프란시스코 아르세에 의해 팀의 주전 공격형 미드필더로 자리매김했다. 2014시즌 코파 수다메리카나 16강전에서 아르헨티나의 CA 라누스를 상대로 1차전 2골, 2차전 1골을 기록하면서 팀의 8강 진출에 기여했다.
2015년 1월 아르헨티나 프리메라 디비시온의 라싱 클루브로 이적했다. 2015년 2월 18일 코파 리베르타도레스 데포르티보 타치라 전에서 이적 후 첫 경기를 소화했다. 3월 13일 CA 콜론과의 경기에서 아르헨티나 이적 후 첫 골을 기록했다.
2017시즌을 앞두고 중국 슈퍼리그의 상하이 선화로 이적했다. 하지만 2017년은 라리가의 데포르티보 알라베스로 임대를 가는 것이 확정되었다. 2017년 2월 2일 셀타 비고와의 코파 델 레이 4강 1차전에서 스페인 무대에 데뷔했다.
2018시즌을 앞두고 임대가 만료되어서 중국 무대로 향하게 되었다.

## 국가대표팀 경력
2013년 오스카르 로메로는 처음으로 파라과이 축구 국가대표팀에 차출되었다. 2014년 5월 29일 카메룬 축구 국가대표팀과의 친선경기에서 국가대표 데뷔골을 기록했다. 2016년 9월 1일 칠레와의 2018년 월드컵 남미 지역예선 경기에서 득점을 기록했으며 팀은 2-1로 승리했다.
2015년 코파 아메리카에 참여하는 파라과이 축구 국가대표팀 최종명단에 포함되었다. 대회 8강전 브라질과의 경기에 교체로 출전을 했다.
코파 아메리카 센테나리오에 출전하는 파라과이 축구 국가대표팀 최종명단에 포함되었다.